# Saving My Face
(KT Tunstall - Saving My Face)
Saving My Face è il secondo singolo estratto dal terzo album in studio della cantante KT Tunstall.  Il testo della canzone è ispirato ad un documentario che KT Tunstall ha visto su Discovery Channel.

## Video musicale
Il video musicale è stato diretto da Chris Bran della Black Dog Films e girato nell'arco di due giorni a est di Londra, nei 3 Mills Studios. Il video si apre con una scena di KT Tunstall che sta lasciando un bar e cammina per le strade della città vuota. Di tanto in tanto mentre cammina, la sua figura diventa spettrale. Il video si conclude con KT Tunstall che si esibisce con la sua chitarra.
Ogni fotogramma del video musicale ha richiesto effetti visivi, che sono stati supervisionati da James Maclachlan della Prime Focus London.

## Critica
"Saving My Face" ha ricevuto opinioni contrastanti dai critici musicali. Channel 4 Ha definito la canzone "un vecchio stile pop rocker, fiducioso" e le ha dato sei stelle su dieci. Il Manchester Evening News è rimasto meno colpito, dandogli solo due stelle su cinque, e ha scritto che la canzone non era nulla di entusiasmante.

## Tracklist
Questi sono i formati e le tracklist delle principali pubblicazioni del singolo "Saving My Face".
UK CD single

(RELCD46; di pubblicazione 19 Nov 2007)
1. "Saving My Face"
2. "Mothgirl"

Vinile da 7 "

(REL46; di pubblicazione 19 novembre 2007)
1. "Saving My Face"
2. "Ain't Nobody"

Digital Download

(Pubblicato il 12 novembre 2007)
1. "Saving My Face"

Digital Download

(Pubblicato il 12 novembre 2007)
1. "Saving My Face"
2. "Mothgirl"

Digital Download

(Pubblicato il 19 novembre 2007)
1. "Saving My Face" (live acoustic version)
2. "Saving My Face"

Promo CD
1. "Saving My Face" (radio edit)
2. "Saving My Face" (strumentale)

## Classifiche
| Classifica (2007-08) | Posizione massima |
| -------------------- | ----------------- |
| Belgio (Fiandre)     | 56                |
| Bielorussia          | 15                |
| Croazia              | 35                |
| Regno Unito          | 50                |
| Svizzera             | 93                |